# Közszolgálati médiaszolgáltatás
A közszolgálati médiaszolgáltatás (vagy közmédia) azoknak a rádió, televízió, és más elektronikus médiaszolgáltatásoknak a meghatározása, amelyeknek elsődleges célja a közszolgálat. Az ilyen médiumok a lakosság egésze számára elérhetőek, és minél szélesebb rétegek megszólítására törekednek. A világ legtöbb részén állami finanszírozás által működnek, a profitszerzés műsorszolgáltatásuknak nem elsődleges célja.
Magyarországon a médiaszolgáltatások 2010. évi CLXXXV. törvényben meghatározott típusa. Másik neve állami médiaszolgáltatás.
A közszolgálati médiaszolgáltatás lehet nemzeti vagy helyi működtetésű, az országtól függően. Néhány országban egyetlen szervezet felelős működtetésükért, máshol több közszolgálati médiaszolgáltató szervezet működhet, akár több nyelven is. Mivel a legtöbb országban a távíró- és telefonszolgáltatás is hagyományosan állami monopólium volt, így történelmileg az állami médiaszolgáltatás volt az egyetlen, vagy uralkodó médiaszolgáltatási forma (kivétel például az Egyesült Államok, ahol a távközlés, majd az elektronikus műsorszolgáltatás is jellemzően magánkézben volt). Ezeknek az országoknak nagy részében ma már működik kereskedelmi műsorszolgáltatás is.

## A közszolgálati médiaszolgáltatás alapvető elvei
A jogszabály szerint a közszolgálati médiaszolgáltatások függetlenül működnek az államtól és gazdasági szereplőktől. Az egyes közszolgálati médiaszolgáltatók vezetői és dolgozói a törvények által nyújtott keretek között szabadon végzik munkájukat. A közszolgálati médiaszolgáltatóknak olyan rendszerben kell működniük, ami biztosítja az elszámoltathatóságot, és a társadalmi felügyelet megvalósulását. Működtetésük a Magyar Köztársaságban élők közös áldozatvállalásával, állami finanszírozással történik.

## A közszolgálati médiaszolgáltatás céljai
- olyan, társadalmi és kulturális értelemben véve átfogó médiaszolgáltatás nyújtása, ami a lehető legtöbb társadalmi réteghez és kulturálisan elkülönülő csoporthoz, valamint egyénhez kíván szólni
- a nemzeti, közösségi és európai identitás, valamint a kultúra és a magyar nyelv ápolása, gazdagítása
- a nemzeti összetartozás és a társadalmi integráció elősegítése és megerősítése, a házasság intézményének, valamint a család értékének tiszteletben tartása
- az alkotmányos jogoknak, az alkotmányos rend alapértékeinek és a demokratikus társadalmi rend szabályainak megismertetése és támogatása
- a nemzeti és etnikai kisebbségek, vallási és egyéb közösségek médiával szemben támasztott igényeinek kielégítése, kultúrájuk bemutatása, valamint a nemzeti és etnikai kisebbségek anyanyelvének támogatása
- az életkoruk, a testi, szellemi vagy lelki állapotuk, illetve társadalmi körülményeik miatt súlyosan hátrányos helyzetű csoportok, emellett a fogyatékkal élők igényeinek kielégítése
- a határon túli magyarség igényeinek szolgálata, nemzeti önazonosságuk és anyanyelvük megőrzésének segítése, az anyaországgal való szellemi kapcsolattartásuk lehetővé tétele
- kiskorúak testi, lelki és erkölcsi fejlődését szolgáló, ismereteiket gazdagító műsorszámok, emellett a gyermekvédelem céljait szolgáló ismeretterjesztő és felvilágosító műsorszámok közzététele
- oktatási és ismeretterjesztő feladatok ellátása, új tudományos eredmények bemutatása
- egészséges életmódot, környezetvédelmet, természet- és tájvédelmet, közbiztonságot és közlekedésbiztonságot segítő ismeretek terjesztése
- Magyarország és a Kárpát-medence különböző területeinek társadalmi, gazdasági és kulturális életét bemutató műsorszámok közzététele
- Magyarország és a magyar kultúra, valamint a Magyarországon élő nemzeti és etnikai kisebbségek kultúrájának bemutatása Európa és a világ számára
- kiegyensúlyozott, pontos, alapos, tárgyilagos és felelős hírszolgálatás, illetve tájékoztatás
- eltérő vélemények ütköztetése, a közösség ügyeivel kapcsolatos viták lefolytatása, megbízható tájékoztatáson alapuló hozzájárulás a szabad véleményalkotáshoz
- sokszínű, többféle értékrendet bemutató műsorok közzététele, színvonalas szórakoztatás, nagy érdeklődést kiváltó műsorszámok bemutatása,
- minőségi műsorkészítés, a médiapiaci versenyben való észszerű és indokolt részvétel
- törekvés a médiaszakmai innovációra, a szakmai színvonal folyamatos emelésére, magas etikai mérce alkalmazására; új technológiák és műsorterjesztési módok bátor alkalmazására, kiemelt szerepvállalásra az új digitális és internetes médiaszolgáltatási lehetőségek feltérképezésében és kihasználásában; a tudatos médiahasználathoz szükséges ismeretek és képességek megszerzésének segítésére és fejlesztésére; a magyar filmművészet támogatására és az új magyar filmalkotások bemutatására; a közérdek szolgálatára a médiaszolgáltatáson kívüli más tevékenységekkel is - például könyvkiadásban vagy színházi eseményekben való tevékeny részvétel
- részvétel a médiaszolgáltató tevékenysége során birtokába került kulturális értékek, történelmi jelentőségű dokumentumok tartós megőrzésében, archiválásában, szakszerű összegyűjtésében és gondozásában

A közszolgálati médiaszolgáltatás céljainak teljesítését meghatározott arányban a közösségi és kereskedelmi médiaszolgáltatások számára is előírja a törvény.